# Institut d'enseignement supérieur de Namur
 (juin 2025).
Motif : l'utilisateur qui a apposé ce bandeau n'a pas précisé le motif de la pose.
- Archive Wikiwix
- Bing
- Cairn
- DuckDuckGo
- E. Universalis
- Gallica
- Google
- G. Books
- G. News
- G. Scholar
- Persée
- Qwant
- (zh) Baidu
- (ru) Yandex
- (wd) trouver des œuvres sur Wikidata

| 1. | Préciser le motif de la pose du bandeau. | Précisez le motif de la pose du bandeau en utilisant la syntaxe suivante : {{admissibilité à vérifier\|date=juin 2025\|motif=remplacez ce texte par le motif}}                                                  |
| 2. | Informer les utilisateurs concernés.     | Pensez à avertir le créateur de l'article, par exemple, en insérant le code ci-dessous sur sa page de discussion : {{subst:avertissement admissibilité à vérifier\|Institut d'enseignement supérieur de Namur}} |

 (avril 2025).
Si vous disposez d'ouvrages ou d'articles de référence ou si vous connaissez des sites web de qualité traitant du thème abordé ici, merci de compléter l'article en donnant les références utiles à sa vérifiabilité et en les liant à la section « Notes et références ».
L'Institut d'enseignement supérieur de Namur (IESN) est composé des départements économique, technique et pédagogique qui appartiennent à la Haute École de Namur-Liège-Luxembourg. Ces départements dispensent des études supérieures courtes ou longues et sont situés à Saint-Servais, en Belgique.